# Raoulia buchananii
Raoulia buchananii là một loài thực vật có hoa trong họ Cúc. Loài này được Kirk miêu tả khoa học đầu tiên năm 1899.